# Molhamsters
De molhamsters (Myospalacinae) zijn een onderfamilie van knaagdieren uit de familie Spalacidae. De wetenschappelijke naam van het geslacht werd in 1866 gepubliceerd door Lilljeborg.

## Indeling
Tegenwoordig zijn er twaalf soorten in twee geslachten, Eospalax en Myospalax.
- Onderfamilie Myospalacinae (Molhamsters)
  - Geslacht Eospalax
    - Eospalax baileyi
    - Eospalax cansus
    - Eospalax fontanierii
    - Eospalax muliensis
    - Eospalax rothschildi
    - Eospalax rufescens
    - Eospalax smithii

  - Geslacht Myospalax
    - Myospalax armandii
    - Daurische molhamster (Myospalax aspalax)
    - Myospalax epsilanus
    - Molhamster (Myospalax myospalax)
    - Chinese molhamster (Myospalax psilurus)

  - Geslacht Pliosiphneus†